# HD 86081
HD 86081は、ろくぶんぎ座にある黄白色の主系列星。太陽の約1.2倍の半径と質量を持ち、表面温度は6,028Kと太陽より少し高い。2017年に、太陽の約0.08倍の質量を持つ伴星Bが発見されている。
| 太陽 | HD 86081  |
| ---- | --------- |
| 太陽 | Exoplanet |

## 惑星系
2006年、太陽系近傍の金属過剰星の周りに短周期の太陽系外惑星を探す惑星捜索計画、N2K（Next 2000 Stars）コンソーシアムによって、HD 86081の周りを公転する惑星HD 86081 bが発見された。
| 名称 （恒星に近い順） | 質量      | 軌道長半径 （天文単位） | 公転周期 (日)   | 軌道離心率    | 軌道傾斜角 | 半径 |
| --------------------- | --------- | ----------------------- | --------------- | ------------- | ---------- | ---- |
| b (Santamasa)         | > 1.50 MJ | 0.035                   | 2.1375 ± 0.0002 | 0.008 ± 0.004 | —          | —    |

## 名称
2019年、世界中の全ての国または地域に1つの系外惑星系を命名する機会を提供する「IAU100 Name ExoWorldsプロジェクト」において、HD 86081 はインドに割り当てられる系外惑星系となった。このプロジェクトは、「国際天文学連合100周年事業」の一環として計画されたイベントの1つで、インド国内での選考、国際天文学連合 (IAU) への提案を経て太陽系外惑星とその主星に固有名が承認されるものであった。2019年12月17日、IAUから最終結果が公表され、HD 86081はBibhā、HD 86081 bはSantamasaと命名された。これらはサンスクリット語で星とその惑星の物理的な状態を象徴する言葉に由来した名前が付けられている。Bibhā は、サンスクリット語で「明るい光のビーム」を意味する言葉Vibhaのベンガル語での発音である。Santamasa はサンスクリット語で「曇り」を意味する言葉で、太陽系外惑星の大気を暗示している。